# Quattro di coppia

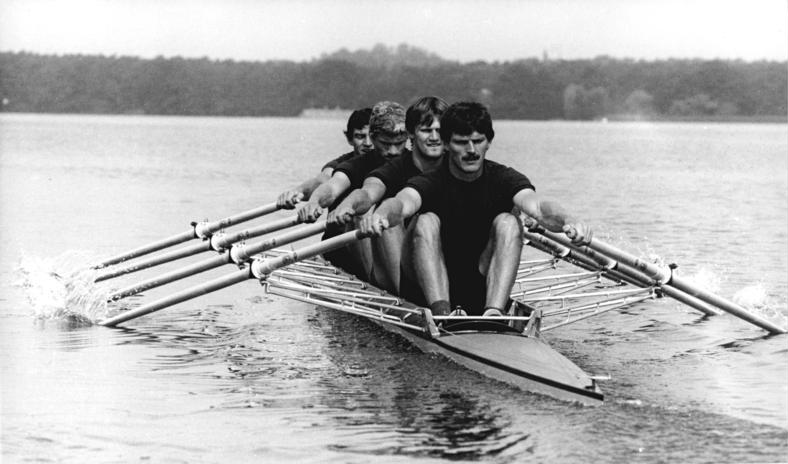
Quattro di coppia, Germania 1982: Martin Winter (davanti), Uwe Heppner (secondo), Uwe Mund (terzo), and Karl-Heinz Bußert (ultimo)

Il quattro di coppia è un'imbarcazione con cui si pratica lo sport del canottaggio. 

## Descrizione
L'imbarcazione è lunga 12 metri e vi sono quattro atleti a bordo, ognuno dei quali ha a disposizione due remi. Il vogatore impugna un remo nella mano sinistra ed un altro nella mano destra, vogando in sincrono con gli altri tre atleti. La direzione viene mantenuta tramite il timone che, grazie a fili metallici può essere direzionato muovendo verso destra o sinistra la punta del piede destro di uno dei vogatori, al quale è collegato. Di solito questo compito viene assegnato o al capovoga o al prodiere, dato che possiedono la visuale migliore per mantenere la direzione di partenza. Il compito più importante è quello del capovoga perché è lui a decidere, conoscendo quelle che sono le caratteristiche peculiari di ogni altro atleta presente nell'imbarcazione, la cadenza di vogata durante l'allenamento o la competizione.

## Gare e Giochi Olimpici
Il quattro di coppia è una delle barche regine del canottaggio italiano con la conquista di 2 medaglie d'oro olimpiche a Seul 1988 (con a bordo Agostino Abbagnale, Gianluca Farina, Davide Tizzano e Piero Poli) e a Sydney 2000 (Rossano Galtarossa, Simone Raineri, Alessio Sartori e ancora Agostino Abbagnale) ed una d'argento a Pechino 2008 (Rossano Galtarossa, Simone Raineri, Luca Agamennoni e Simone Venier). L'Italia ha inoltre vinto 4 ori mondiali e negli ultimi campionati del mondo a Lake Karapiro in Nuova Zelanda si è classificata seconda. Gli attuali campioni olimpici sono l'armo polacco mentre i campioni mondiali in carica sono i canottieri della Croazia.